# Richard Dormer

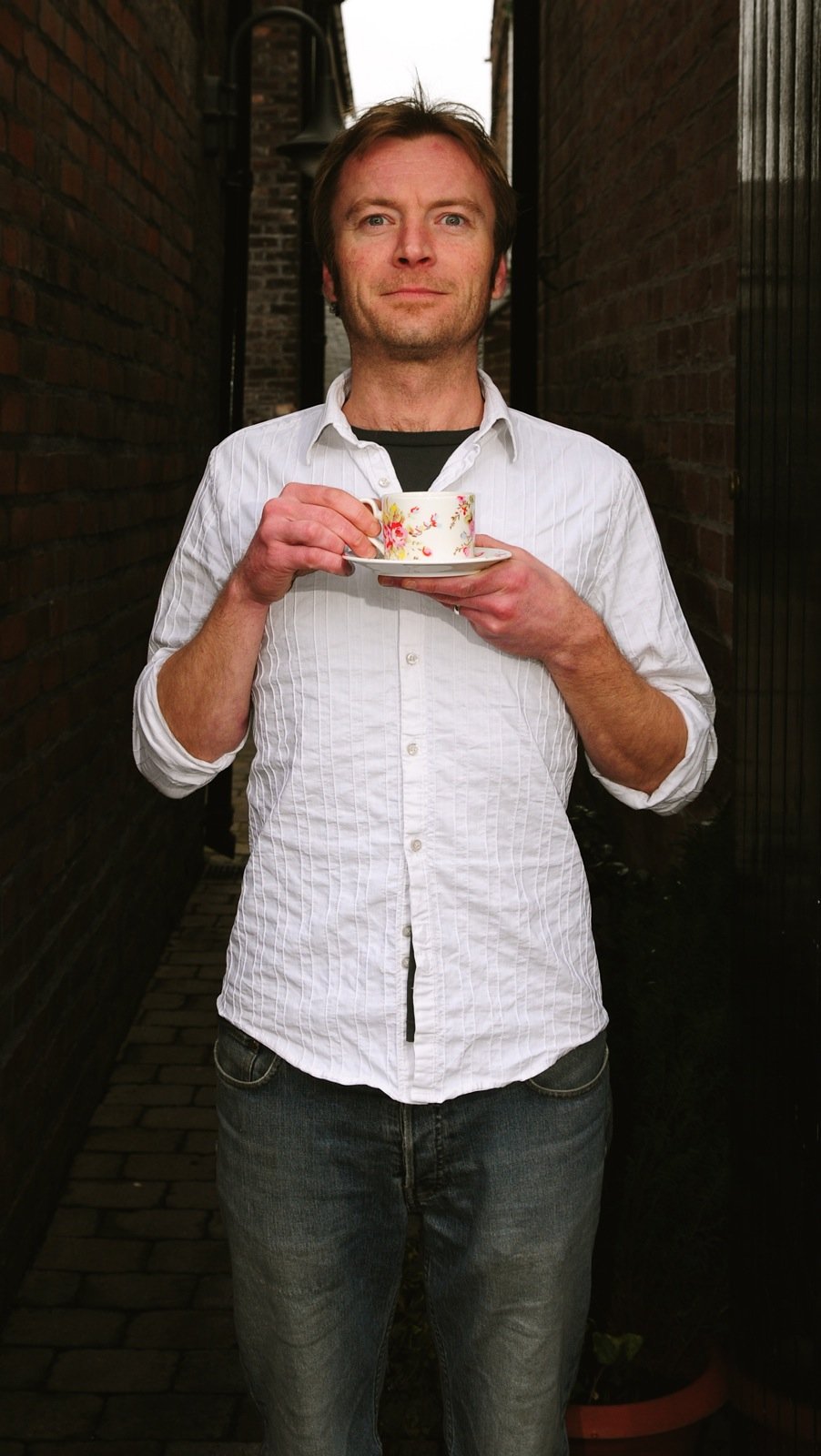
Richard Dormer (2009)

Richard Dormer (* 11. November 1969 in Lisburn) ist ein britischer Schauspieler.

## Leben und Karriere
Richard Dormer wurde in Lisburn, Nordirland geboren, wo er auch aufwuchs. Er wurde später am Royal College of Art akzeptiert, verzichtete jedoch für ein Stipendium für die Royal Academy of Dramatic Art in London. Er ist seit 1991 als Schauspieler aktiv.
2003 gewann er den Stage-Award für das von ihm geschriebene Theaterstück Hurricane, bei dem er auch die Hauptrolle übernahm. Seitdem war er in Theaterstücken u. a. von William Shakespeare, Samuel Beckett und George Bernard Shaw zu sehen. In Film und Fernsehen trat Dormer zunächst in kleineren Nebenrollen auf, bevor er 2012 die Hauptrolle im Film Good Vibrations übernahm. Seitdem übernahm er auch größere Rollen in Fernsehserien. So war er 2013 in der Rolle des Lord Beric Dondarrion in der Erfolgsserie Game of Thrones zu sehen. Er übernahm die Rolle von David Michael Scott, der ihn bereits in einer Folge der ersten Staffel verkörperte. Zwischen 2016 und 2019 kehrte er erneut für die Rolle zurück. Seit 2015 spielt er die Hauptrolle des Dan Anderssen in der Serie Fortitude.
Er ist mit der Theaterregisseurin Rachel O’Riordan verheiratet.

## Filmografie (Auswahl)
- 1991: Casualty (Fernsehserie, Episode 6x11)
- 1992: Soldier Soldier (Fernsehserie, 2x01)
- 1993: Die Abenteuer des jungen Indiana Jones (The Young Indiana Jones Chronicles, Fernsehserie, Episode 2x12)
- 1997: Das Letzte Attentat (A Further Gesture)
- 2001: Mapmaker
- 2005: The Mighty Celt
- 2005: Mrs. Henderson Presents (Lady Henderson Presents)
- 2006: Middelton
- 2009: Five Minutes of Heaven
- 2009: Ghost Machine
- 2010: An Crisis (Fernsehserie, 1x02)
- 2011: Justice (Fernsehserie, 2 Episoden)
- 2011: Hidden (Fernsehserie, 4 Episoden)
- 2012: Good Vibrations
- 2012: Hunted – Vertraue niemandem (Hunted, Fernsehserie, 2 Episoden)
- 2013: Dark Touch
- 2013–2019: Game of Thrones (Fernsehserie, 13 Episoden)
- 2014: ’71
- 2014: Hyenas
- 2015–2018: Fortitude (Fernsehserie, 25 Episoden)
- 2015: 11 Minutes
- 2016: Die Musketiere (The Musketeers, Fernsehserie, Episode 3x03)
- 2017: Rellik (Fernsehserie)
- 2019: Togo
- 2020: Cobra (Fernsehserie, 6 Episoden)
- 2020: The Watch (Fernsehserie, 6 Episoden)
- 2023: Secret Invasion (Fernsehserie, Episode 1x01)
- 2024: The Day of the Jackal (Fernsehserie, 3 Folgen)